# Nová Ves (ort i Tjeckien, Vysočina, lat 49,25, long 15,80)
Nová Ves är en ort i Tjeckien.   Den ligger i regionen Vysočina, i den centrala delen av landet, 140 km sydost om huvudstaden Prag. Nová Ves ligger 438 meter över havet och antalet invånare är 187.
Terrängen runt Nová Ves är platt österut, men västerut är den kuperad. Nová Ves ligger nere i en dal. Runt Nová Ves är det ganska glesbefolkat, med 50 invånare per kvadratkilometer. Närmaste större samhälle är Třebíč, 6,8 km sydost om Nová Ves. Trakten runt Nová Ves består till största delen av jordbruksmark.